# Matilda Brown

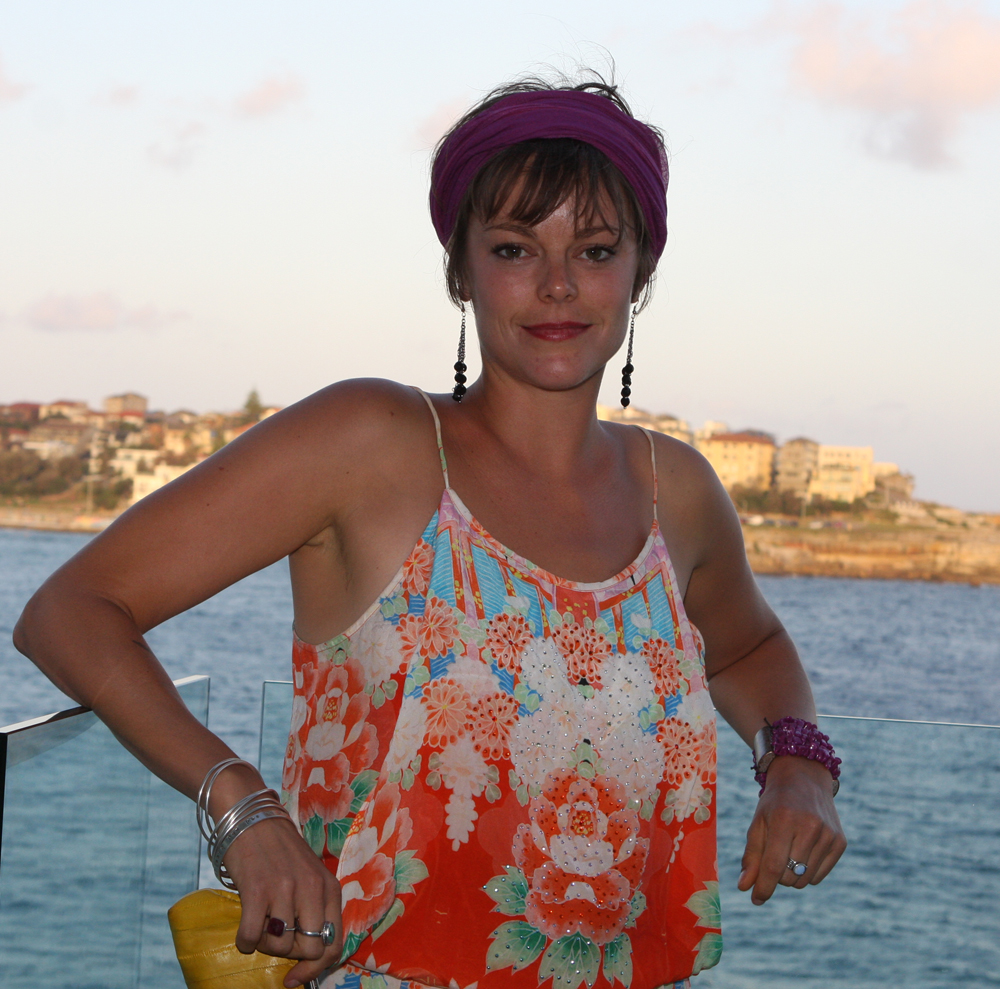
Matilda Brown beim Flickerfest Kurzfilmfestival 2012 in Sydney

Matilda Brown (* 1987 in Australien) ist eine australische Schauspielerin und Regisseurin.

## Leben
Matilda Brown wurde 1987 als Tochter des australisch-britischen Schauspielerehepaares Bryan Brown und Rachel Ward geboren. Sie hat eine ältere Schwester und einen jüngeren Bruder Joe, der ebenfalls als Schauspieler arbeitet.
Bereits als Neunjährige wirkte Matilda Brown in der australischen Fernsehserie Twisted Tales mit. Sie ist überwiegend Darstellerin in Kurzfilmen und australischen Fernsehserien.
Seit 2010 führt sie auch Regie bei Kurzfilmen und schreibt auch die Drehbücher dazu. Ihr Kurzfilm How God Works zählte 2011 bei dem australischen Kurzfilmfestival Tropfest in Sydney zu den Finalisten.

## Filmografie

### Filme
- 2003: Martha’s New Coat
- 2005: The Road Ahead (Kurzfilm)
- 2007: Shotgun! (Kurzfilm)
- 2010: How God Works (Kurzfilm, Darstellerin, Regie und Drehbuch)
- 2010: Bee Sting (Kurzfilm)
- 2011: Cocks (Kurzfilm, Darstellerin, Regie und Drehbuch)
- 2012: Cockatoo (Kurzfilm)
- 2012: Am I Okay (Kurzfilm, Darstellerin und Regie)
- 2013: One Thing (Kurzfilm, nur Regie und Drehbuch)
- 2013: Ravi & Jane (Kurzfilm, Darstellerin, Regie und Drehbuch)
- 2014: The iMom (Kurzfilm)
- 2019: Palm Beach

### Fernsehserien
- 1996: Twisted Tales
- 2010: Underbelly: The Golden Mile (Miniserie)
- 2010: Offspring
- 2010–2012: Rake
- 2011: My Place
- 2013: Lessons from the Grave (Miniserie, Darstellerin, Regie und Drehbuch)